# Starîi Lîtvîniv, Pidhaiți
Starîi Lîtvîniv (în ucraineană Старий Литвинів) este un sat în comuna Lîtvîniv din raionul Pidhaiți, regiunea Ternopil, Ucraina.

## Demografie
Componența lingvistică a localității Starîi Lîtvîniv
     Ucraineană (100%)
Conform recensământului din 2001, toată populația localității Starîi Lîtvîniv era vorbitoare de ucraineană (100%).